# Johann Christoph Sprögel
Johann Christoph Sprögel (* November 1686 in Hamburg; † 18. Jahrhundert) war Stadtarzt in Hamburg und Mitglied der Gelehrtenakademie Leopoldina.

## Leben
Johann Christoph Sprögel wurde als Sohn des Halberstadter Arztes Michael Sprögel geboren. Johann Christoph Sprögel studierte bis 1709 Medizin in Jena. Im Jahr 1709 wurde er hier mit einer Arbeit über den Catarrh „de catarrho“ promoviert. Sprögel war zunächst Assessor des Medizinalcollegiums zu Augsburg. Er avancierte 1708 zum Stadtarzt in Hamburg und zum Kaiserlichen Rath. Ab 1736 war er Chemielehrer in Amsterdam.
Am 13. Mai 1717 wurde Johann Christoph Sprögel mit dem akademischen Beinamen Nymphodorus I. als Mitglied (Matrikel-Nr. 327) in die Leopoldina aufgenommen.

## Veröffentlichungen
- Sprögel, Johann Christoph, Heyl, Samuel, Piscator, Johann Georg (13. May 1717): Unter Gottes Seegen sichere und zuverläßige Kinder-Pflege bey Ihro Römisch-Kayserl. und Cathol. Majestät ... Elisabethae Christinae ... Welt-erfreulichen Niederkunfft Mit einer jungen Ertz-Hertzogin und Infantin von Hispanien Anno 1717 d. 13. May entworffen. MDZ
- Sprögel, Johann Christoph (1718): Anatomia - oder d. gantze menschl. Cörper nach allen seinen Theilen, wie er denen studiosis chirurgiae in seinem collegio anatomico erkläret u. auch andern curieusen Zuschauern auff e. Hamburg. Theatro anatomico öffentl. demonstriret wird